# 吉巴门巴民族乡
吉巴门巴民族乡（藏語：སྐྱིད་པ，威利转写：skyid pa），是中华人民共和国西藏自治区山南市错那市下辖的一个乡镇级行政单位。

## 行政区划
吉巴门巴民族乡下辖以下地区：
吉巴村和让村。